# 게임 포 윈도우
게임 포 윈도우(Games for Windows)는 마이크로소프트가 2005년에 마케팅하고 2006년에 개정한 게임 플랫폼이다. 플랫폼에 대한 게임들은 현대에 잘 알려진 비디오 게임기의 게임들과 비슷하게 인증 표준을 충족해야 한다. 이러한 캠페인의 목표는 윈도우 운영 체제에서 게임 콘솔처럼 비디오 게임의 접근성을 쉽고 좋게 하는 것이다.

## 게임 탐색기
윈도우 비스타, 윈도우 7의 모든 버전에 포함된 특수 폴더는 컴퓨터에 설치된 다양한 게임들을 나열한다. 호환되는 게임이 설치되면 시스템은 게임의 바로 가기를 게임 탐색기에 추가하여 게임의 이용 등급과 개발에 대한 정보를 내려 받는다.

## 같이 보기
- 게임 포 윈도우 - 라이브